# Grau d'Ocracoke
Pour les articles homonymes, voir Ocracoke.
Le grau d'Ocracoke est un grau des États-Unis situé dans les Outer Banks, en Caroline du Nord. Il sépare l'île d'Ocracoke et l'île Portsmouth en connectant la baie de Pamlico avec l'océan Atlantique.

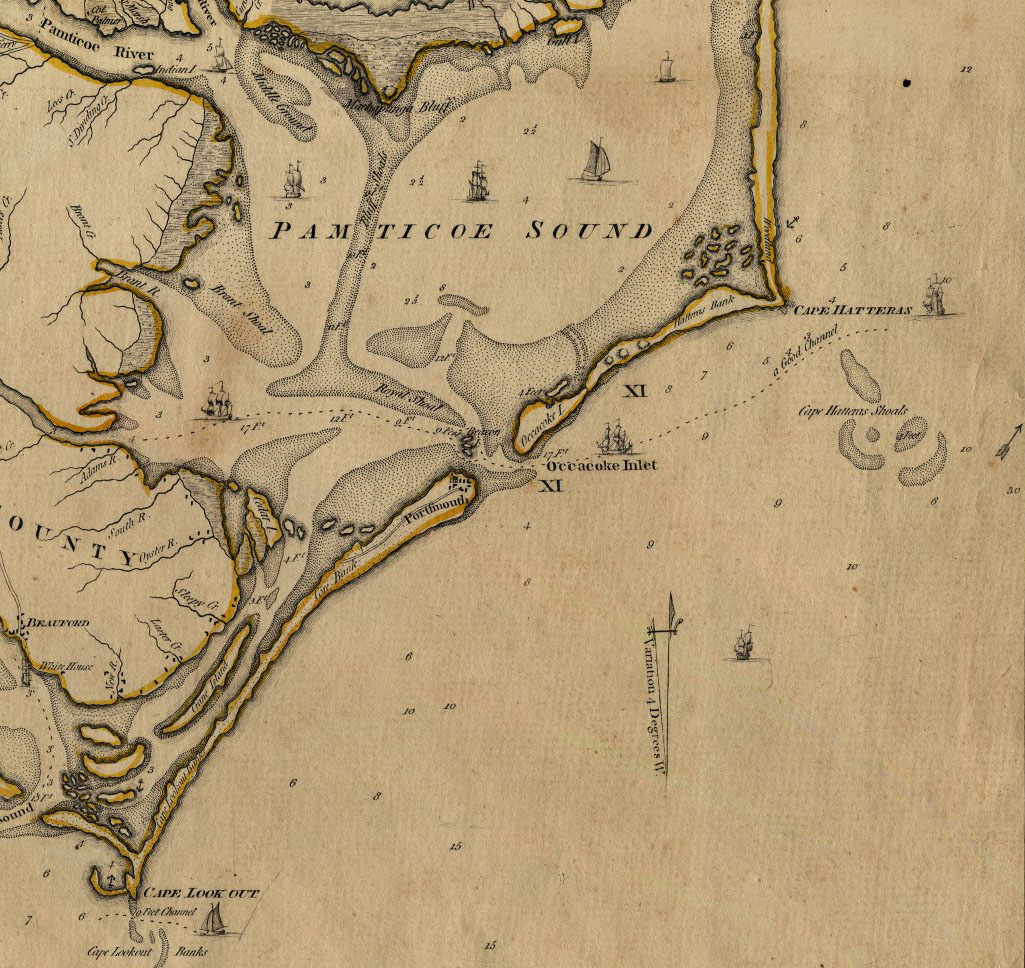
Une carte de 1775 du grau d'Ocracoke dans les Outer Banks.

Il se trouve entre le Cape Hatteras National Seashore au nord et le Cape Lookout National Seashore au sud.